# Betty Blythe
Betty Blythe właś. Elizabeth Blythe Slaughter (ur. 1 września 1893 w Los Angeles, zm. 7 kwietnia 1972 w Los Angeles) – amerykańska aktorka filmowa.

## Wybrana filmografia
- 1921: The Queen of Sheba jako Królowa Saby
- 1928: Sławetna Betsy jako księżniczka Fryderyka
- 1928: Żar miłości jako śpiewczka operowa (niewymieniona w czołówce)
- 1935: Anna Karenina (niewymieniona w czołówce)
- 1936: Tylko raz kochała jako pani Wainwright
- 1937: Pani Walewska jako księżniczka Mirska (niewymieniona w czołówce)
- 1937: Niewidzialne małżeństwo jako pani Goodrich (niewymieniona w czołówce)
- 1939: Kobiety jako pani South (niewymieniona w czołówce)
- 1941: Honky Tonk jako pani Wilson
- 1945: Abbott i Costello w Hollywood jako pani Murdock
- 1946: Listonosz zawsze dzwoni dwa razy jako klientka (niewymieniona w czołówce)
- 1948: List od nieznajomej jako pani Kohner
- 1949: Przygoda na Broadwayu jako gość w lobby
- 1956: Pasja życia jako wdowa (niewymieniona w czołówce)
- 1964: My Fair Lady jako pani na balu (niewymieniona w czołówce)

## Wyróżnienia
Posiada gwiazdę na Hollywoodzkiej Alei Gwiazd.